# حریص (ترانه تیت مک‌ری)
«حریص» (به انگلیسی: Greedy) ترانه‌ای از خوانندهٔ کانادایی تیت مک‌ری می‌باشد که در ۱۵ سپتامبر سال ۲۰۲۳ به‌عنوان تک‌آهنگ اصلی از دومین آلبوم استودیویی وی تحت عنوان فکر رو بذار برای بعد (۲۰۲۳) منتشر گردید. مک‌ری «حریص» را از لحاظ غنایی به‌عنوان سرودی برای توانمندسازی زنان توصیف نموده‌است. این ترانه موفقیت تجاری چشمگیری داشت و در جدول‌های ۲۰۰ آهنگ جهانی بیلبورد و ۱۰۰ تک‌آهنگ داغ کانادا به رتبهٔ اول و در بیلبورد هات ۱۰۰ نیز به رتبهٔ سوم دست یافت.
این ترانه جایزهٔ جونو برای تک‌آهنگ سال را در مراسم جوایز جونو سال ۲۰۲۴ برنده شد.